# Minaccia (singolo)
Minaccia è un singolo del rapper italiano Kid Yugi, pubblicato il 3 marzo 2023 dalle etichette discografiche Thaurus e Universal Music.

## Video musicale
Il video, reso disponibile dal 7 marzo sul canale YouTube del rapper, è stato diretto da Alessio Mariano e prodotto da Carlo Bartolomucci e Andrea Mondi. Un anno dopo l'uscita il video ha raggiunto le 2.4 milioni di visualizzazioni.

## Tracce
Testi di Francesco Stasi, musiche di Edoardo Rolle e Umberto Odoguardi.
1. Minaccia – 2:44